# 陈秋华
陈秋华（1964年7月—），男，汉族，湖南娄底人，中华人民共和国政治人物。国家财政部财政科学研究所财政学专业毕业，研究生学历，经济学博士，硕士生导师、教授。第十一届全国人民代表大会广西地区代表。

## 生平
1991年7月参加工作。1996年11月加入中国共产党。历任广西壯族自治区财政厅预算处副处长、处长，财政厅党组成员、副厅长，自治区审计厅党组书记、厅长，防城港市委副书记、防城港市人民政府代市长、市长。2008年起担任全国人大代表。2009年，担任广西壮族自治区林业厅厅长、党组书记。2015年3月6日广西纪检监察网通报：广西壮族自治区林业厅厅长、党组书记陈秋华因涉嫌严重违纪，正在接受组织调查。同年7月23日因涉嫌受贿罪被逮捕。民间有关于他的传言，坊间称其为“三狂厅长”：陈秋华一狂是狂热，好大喜功。二狂为狂妄，卖官、卖岗敛财，视法律为儿戏。三狂为狂欢，精力旺盛，与多名女性有不正当关系。